# Šćedro
Šćedro (wł. Torcola, łac. Tauris) – chorwacka wyspa na Adriatyku, położona 2,5 km na południe od wybrzeży Hvaru, oddzielona od niej kanałem Šćedrovskim. Powierzchnia wyspy wynosi 8,367 km²; długość linii brzegowej 26,135 km; długość wyspy 6,5 km; a szerokość do 1,8 km. Najwyższe wzniesienie na wyspie to Zelenikova Glava (113 m n.p.m.). W północnej części wyspy jest głęboka zatoka Lovišće.
Šćedro to miejsce bitwy morskiej w 47 p.n.e., flota Vatiniusa pokonała tutaj flotę Oktawiusza. W XII lub XIII w. zbudowano tu kościół Sv. Marije Velikodušne (velikodušna, czyli štedra, być może stąd pochodzi nazwa wyspy). W XIV w. były tutaj ogólnodostępne pastwiska. W 1465 wzniesiono klasztor Dominikanów i hospicjum dla żeglarzy. Na wyspie były 2 miejscowości, Mostir i Nestane. W XVIII w. wyspa została opuszczona, obecnie (2006) żyje tutaj tylko 1 stały mieszkaniec. Na wyspie wciąż są widoczne dobrze zachowane pozostałości kamieniołomu Stare Stine, ruiny klasztoru, ślady kopców iliryjskich i rzymskich willi. Znajdują się tu również 2 latarnie morskie: jedna u wejścia do zatoki Lovišće (sygnał R Bl 3s), druga na południowo-zachodnim krańcu wyspy (słabo widoczna na zdjęciu, sygnał BR Bl 6s).